# 섀도우 (2007년 영화)
섀도우(영어: Shadows)는 2007년에 개봉한 마케도니아의 영화이다.

## 한국판 성우진(KBS)
- 김일 - 라자르(보르세 나세프)
- 정미숙 - 멘카(베스나 스타노제프스카)
- 김병관 - 게라심(실라에틴 비랄)
- 임수아 - 라자르의 엄마(사비나 아즈룰라)
- 김규식 - 라지르의 아버지(다임 일레제프)
- 황원 - 블라고체 / 언어학 교수
- 정옥주 - 파샤
- 조진숙 - 고다나(필라레타 아타나소바)
- 임진응 - 쉬시킨(블라디미르 자세프)
- 민지 - 아사벨라
- 윤승희 - 아론
- 심승한 - 보르체